# 재동공립보통학교 축구단
재동공립보통학교 축구단(齋洞公立普通學校蹴球團)은 일제강점기 조선 경기도 경성부에 있었던 축구 선수단이다. 재동공립보통학교가 운영했던 U-12 축구단이며, 1924년 이전에 창단되었고 1924년 이후에 해단되었다.

## 시즌별 성적
| 시즌 | 대회                     | 참가 | 경기 | 승 | 무 | 패 | 득 | 실 | 차 | 승점 | 순위 |
| ---- | ------------------------ | ---- | ---- | -- | -- | -- | -- | -- | -- | ---- | ---- |
| 1924 | 전국체육대회 축구 소학부 | 5    | 1    | 0  | 0  | 1  | 0  | 4  | -4 |      | 4강  |

## 참고 문헌
- “스포츠지원포털 등록 현황”. 대한체육회.
- “대한체육회 국내종합경기대회”. 대한체육회.
- “KFA 통합경기정보 시스템”. 대한축구협회.
- 《대한체육회 50년》. 대한체육회. 1970. 2020년 11월 8일에 원본 문서에서 보존된 문서. 2022년 11월 5일에 확인함.
- 《대한체육회 70년사》. 대한체육회. 1990. 2020년 11월 8일에 원본 문서에서 보존된 문서. 2022년 11월 5일에 확인함.
- 《대한체육회 90년사》. 대한체육회. 2011. 2020년 11월 8일에 원본 문서에서 보존된 문서. 2022년 11월 5일에 확인함.
- 대한체육회 100주년 기념사업부 (2020). 《대한민국 체육 100년》. 대한체육회.
- 《韓國蹴球百年史(한국축구백년사)》. 대한축구협회. 1986.

## 같이 보기
- 서울재동초등학교